# One Heart
One Heart è l'ottavo album in studio in lingua inglese della cantante canadese Céline Dion, pubblicato da Sony Music Entertainment il 25 marzo 2003. L'album è il seguito di A New Day Has Come, e ha segnato il vero ritorno di Cèline sul palco. L'uscita di One Heart è coincisa con la prima dello spettacolare show della cantante, A New Day... , una residenza musicale durata cinque anni con 700 spettacoli al Caesars Palace di Las Vegas.

## Antefatti e contenuti
I punti salienti dell'album includono una versione del classico di Roy Orbison, I Drove All Night resa famosa da Cyndi Lauper. One Heart contiene anche canzoni prodotte da Ric Wake, Anders Bagge, Kristian Lundin, Peer Astrom, Max Martin, Mark Taylor, Erick Benzi e Humberto Gatica, tra gli altri. Un'altra canzone è Reveal, scritta da Cathy Dennis, autrice di molti successi come Toxic di Britney Spears e Can't Get You Out of My Head di Kylie Minogue, tra gli altri. Sorry for Love (2003 version) è in realtà una versione originale della canzone perché la versione dance è stata pubblicata nel precedente album, A New Day Has Come. Già disponibile nell'edizione limitata del 2002 di A New Day Has Come, Coulda Woulda Shoulda è stato inclusa anche in One Heart. Il disco presenta un'altra canzone del l'album precedente ovvero Have You Ever Been in Love, questa volta pubblicato come secondo singolo promozionale. L'ultimo brano dell'album, Je t'aime encore è stato registrato anche in francese ed incluso nell'album successivo della Dion, 1 fille e 4 types.
Nel giugno 2004, un DVD bonus chiamato One Year... One Heart fu incluso in alcune edizioni di A New Day... Live in Las Vegas, contenente la registrazione di I Drove All Night e Have You Ever Been in Love e la realizzazione del videoclip di One Heart tra le altre caratteristiche.

## Promozione
Negli Stati Uniti, I Drove All Night, Have You Ever Been in Love, One Heart e Love Is All We Need sono state usate dal 2003 al 2004 nella campagna pubblicitaria di DaimlerChrysler, mentre la cover del CD aveva l'intarsio del logo e lo slogan Chrysler.

## Singoli
I Drove All Night è stata scelta come singolo apripista ed è diventato un successo, raggiungendo la numero uno in Canada, Belgio e Svezia. Anche se Have You Ever Been in Love era già presente nell'ultimo album della Dion, A New Day Has Come, è stato rilasciato come secondo singolo da One Heart negli Stati Uniti e come terzo in altri paesi selezionati. Ebbe successo soprattutto nelle classifiche adult contemporary negli Stati Uniti e in Canada, dove raggiunse rispettivamente la seconda e terza posizione. La title track fu pubblicata come secondo singolo al di fuori degli Stati Uniti, e raggiunse le top 40 in diversi paesi, incluso la numero ventisette nel Regno Unito. Alla fine del 2003 ci furono altre due uscite radiofoniche: Stand by Your Side negli Stati Uniti e Faith in Canada.

## Recensioni
| Recensione           | Giudizio   |
| -------------------- | ---------- |
| AllMusic             | [ 20 ]     |
| Amazon               | (positivo) |
| Entertainment Weekly | (B)        |
| The Guardian         | [ 23 ]     |
| Jam!                 | (negativo) |
| People               | (vario)    |
| Slant Magazine       | [ 26 ]     |

L'album ricevette recensioni contrastanti da parte della critica. Stephen Thomas Erlewine di AllMusic assegnò all'album metà delle stelle, commentando come la presenza di Max Martin, il produttore di Britney Spears, in tre canzoni dell'album fosse prova della "disperazione dietro a ogni minuto di One Heart, in cui sembra che la Dion farebbe di tutto per restare nelle classifiche". Sempre secondo Erlewine "One Heart preferisce patinati numeri in stile Las Vegas alle 'arene' radiofoniche, il che non fa che accentuare la poca coesione del disco" e "mette in mostra tutti punti deboli della cantante". Chuck Arnold di People descrisse l'album come "un po' irritante alle volte" e scrisse che "la Dion sembra stranamente controllata in alcuni brani, lasciando l'ascoltatore in attesa di un colpo di coda". Aggiunse che "One Heart possiede una leggerezza che mancava a gran parte dei lavori precedenti della Dion, che vira qui verso dei pezzi dance più movimentati, rock leggero e tocca persino i confini del country-pop".
Andrew Lynch dell'irlandese Entertainment.ie scrisse: "Il problema è che pare che agli autori della Dion sia stato intimato di produrre materiale il più blando possibile. E se la sua voce frantuma-vetri è spettacolare come sempre, sembra ancora non credere a una parola di quello che canta. One Heart è senz'altro una delle sue migliori raccolte di canzoni, ma onestamente non è un gran termine di paragone". Betty Clarke del Guardian scrisse: "La Dion dimostra che può essere più di una sferzata di vuoto sentimentalismo, pur diverso di album in album". Darryl Sterdan scrisse una recensione molto negativa per Jam!, scrivendo: "Purtroppo le 14 canzoni del CD sono trite canzonette, immediatamente dimenticabili - rimasugli bubblegum-pop alla Britney Spears opera di Max Martin, stereotipate power ballad spaccapolmoni, la traccia che dà il nome all'album che è una palese imitazione di Shania Twain, e un rifacimento eurodisco in stile Cher del successo di Roy Orbison "I Drove All Night", già trasformato dalla Dion nella sigla della pubblicità della Chrysler".
Rebecca Wallwork scrisse una recensione positiva per Amazon elogiando Céline Dion per affrontare "la tematica della gioia e della sicurezza di sé" e lodando l'album per essere "contemporaneo e ben eseguito", ma aggiunse che "non contiene sorprese, ma questa, al di là della sua voce, è una delle carte vincenti della Dion". Elisabeth Vincentelli di Entertainment Weekly scrisse "Perché Céline viene così poco rispettata?" e apprezzò l'album per "l'abilità innata della Dion nell'infondere sincerità nei suoi tratti di fabbrica, divenendo l'unica persona al mondo che crede nel vero amore. E nella nostra epoca di sarcastici postmoderni, non è incoraggiante che ci sia qualcuno che ama sinceramente il proprio lavoro?." Sal Cinquemani di Slant Magazine lodò l'album sostenendo che "la Dion prosegue con l'approccio sobrio intrapreso con lo scorso album, sia nella produzione che nell'interpretazione". Notò come "One Heart potrebbe essere la mossa più intelligente della Dion in questo momento della sua carriera." Billboard scrisse: "One Heart può non essere stato etichettato come un album "evento", ma brilla per qualcosa di ben più importante: è un album ben fatto".

## Successo commerciale
In Canada, One Heart è arrivato in cima alla classifica, vendendo 97.000 copie nella sua prima settimana, diventando il più grande debutto dell'anno. L'album trascorse otto settimane nella top ten della Canadian Albums Chart ottenendo il triplo disco di platino dalla CRIA per la vendita di 300.000 unità. Anche in Francia, One Heart debuttò al primo posto rimanendovi per due settimane. È stato certificato disco di platino nel luglio 2003 per aver venduto 300.000 copie. One Heart è entrato direttamente in prima posizione anche nelle classifiche di Danimarca e Belgio (Fiandre). In entrambi i paesi rimase alla numero uno per due settimane. Fu certificato disco di platino in Danimarca e disco d'oro in Belgio. L'album salì in cima alla classifica in Svizzera, dove ottenne anche lì il disco di platino. One Heart arrivò in cima alla classifica anche in Grecia e fu certificato disco d'oro . Divenne un album molto venduto nei paesi europei, salendo nelle top ten di altre nazioni quali Regno Unito, dove raggiunse la posizione numero quattro e dove vendette oltre 204.000 copie, ottenendo la certificazione di disco d'oro. Nella European Top 100 Albums, One Heart raggiunse la seconda posizione e fu certificato disco di platino dall'IFPI per aver venduto oltre un milione di copie in Europa.
Negli Stati Uniti, One Heart entrò nella Billboard 200 alla numero due, vendendo 432.000 copie. La settimana successiva, scese alla numero quattro, vendendo altre 166.000 unità. Nella terza settimana, l'album occupò l'ottava posizione vendendo 117.000 copie. Più tardi, l'album scese alla posizione numero undici, vendendo altre 116.000 unità. Nell'aprile 2003, One Heart fu certificato due volte disco di platino dalla RIAA per aver venduto due milioni di copie negli Stati Uniti. L'album raggiunse anche la top ten in Australia e Nuova Zelanda e ottenne il disco di platino in entrambi i paesi. Secondo l'IFPI, One Heart fu il decimo album più venduto in tutto il mondo nel 2003. In totale l'album ha venduto oltre cinque milioni di copie in tutto il mondo.

## Tracce

### One Heart
1. I Drove All Night – 4:00 (Billy Steinberg, Tom Kelly)
2. Love Is All We Need – 3:49 (Max Martin, Rami Yacoub)
3. Faith – 3:42 (Martin, Yacoub)
4. In His Touch – 3:54 (Martin, Yacoub)
5. One Heart – 3:24 (John Shanks, Kara DioGuardi)
6. Stand by Your Side – 3:33 (Paul Barry, Mark Taylor)
7. Naked – 3:40 (Anders Bagge, Åström, Troy Verges)
8. Sorry For Love (2003 Version) – 4:27 (DioGuardi, Bagge, Åström, Arnthor Birgisson)
9. Have You Ever Been in Love – 4:08 (Bagge, Åström, Thomas Nichols, Daryl Hall, Laila Bagge)
10. Reveal – 4:11 (Cathy Dennis, Greg Wells)
11. Coulda Woulda Shoulda – 3:27 (Kristian Lundin, Andreas Carlsson)
12. Forget Me Not – 4:06 (Guy Roche, Shelly Peiken)
13. I Know What Love Is – 4:28 (Ric Wake, Arnie Roman)
14. Je t'aime encore – 3:24 (Jean-Jacques Goldman, J. Kapler)